# Баламуты

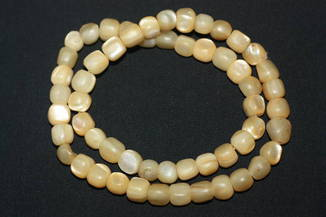
Баламуты

Баламу́ты (укр. баламути) — украинское ожерелье из бус, изготовленных из перламутра, внутреннего слоя раковин пресноводных и морских моллюсков. Один из элементов украинского женского национального костюма. Предмет антиквариата и коллекционирования, популярный сувенир.

## История
С древности перламутр использовался для инкрустации различных предметов обихода и изготовления украшений (ожерелья, перламутровые нити, вставки в серебряные или золотые изделия и т. д.). В Украине ожерелья-баламуты появились в XIX веке и, видимо, имели восточное происхождение. Так, предполагается, что бусы могли попасть в Украину первоначально в виде чёток, приобретённых паломниками во время посещения святых мест в Палестине. В виде названия первоначально применялось берламуты, барламуты, что является производным от слова перли (жемчуг). Возможно на этимологию повлияло похожее слово берло — палица, украшенная драгоценными камнями и резьбой, являющаяся знаком власти. Также отмечают созвучность со словом мутный (укр. каламутний), что могло привести к преобразованию в слово баламуты. Последнее могло также получиться в результате шутки и приближено к слову баламут — смутьян, пройдоха. Источником происхождения бус было Средиземноморье, некоторая часть перламутра добывалась на Подолье (Украина), где баламуты получили наибольшее распространение.
Баламуты изготавливали из перламутровых пластин преимущественно морского происхождения (реже — речного) шаровидной или неправильной формы. Бусы бывают разной величины и обычно включают не более четырёх цветов светло-бежевых оттенков. Ранее их нанизывали по определённой симметричной схеме на конопляный шнурок, состоящий из нескольких крепких нитей или крепили в виде подвески. В более дорогом варианте ожерелье украшалось дукатами (дукачами) — серебряными или золотыми монетами. Перламутровые бусы могли комбинировать с другими ценными природными материалами, например, с кораллами. Ожерелье является одним из элементов украинского женского национального костюма. Символизировало девственность: по народному выражению, его носили, чтобы «мужчины не баламутили женщин» (чоловіки не баламутили жінок). Являлось атрибутом свадебного наряда невесты, посаженной матери. Девушки и замужние женщины носили обычно одно ожерелье, украшение могло быть расположено в три ряда. В связи с тем, что в основном перламутр был иностранного происхождения, ожерелье представляло значительную ценность. Такое убранство себе могли позволить только зажиточные семьи, оно передавалось по наследству от матери к дочери. В связи с высокой стоимостью существовал обычай брать баламуты взаймы на время свадьбы. В настоящее время наблюдается возрождение интереса к этому украшению. Популярность ожерелья возросла после появления в июне 2014 года на инаугурации Президента Украины Петра Порошенко его жены, Марины Порошенко, с баламутами львовского дизайнера — коллекционера-этнографа Роксоланы Шимчук.